# Lucyna Owsińska
Lucyna Owsińska (ur. 12 lutego 1951 w Łodzi) – polska piosenkarka, członkini zespołu Pro Contra.

## Życiorys
W 1970 zdobyła II miejsce w kategorii solistów na Festiwalu Piosenkarzy i Zespołów w Jeleniej Górze. Następnie przez kolejnych pięć lat była członkinią grupy wokalnej Pro Contra. W 1974 roku poślubiła piosenkarza Jacka Lecha (ich małżeństwo trwało przez sześć lat), z którym występowała we wspólnym programie koncertując w kraju i za granicą. W trakcie swojej kariery scenicznej występowała między innymi na największych krajowych festiwalach w tym Krajowym Festiwalu Piosenki Polskiej w Opolu, Festiwalu Piosenki Radzieckiej w Zielonej Górze, Festiwalu Piosenki Żołnierskiej w Kołobrzegu oraz Międzynarodowym Festiwalu Piosenki Sopot. W latach 80. zawiesiła działalność artystyczną. W 2022 powróciła do śpiewania piosenką Jedna łza, która zdobyła popularność. W 2024 nagrała nowy album we współpracy z kompozytorem, autorem tekstów, oraz aranżerem Lechem Nawrockim.

## Dyskografia
Albumy solowe:
- Idę przez świat (1976)[5]
- Teraz (2024)[6]

Single:
- Muza S502 - Czy będzie ci ze mną dobrze / Wracaj[7]
- Muza S619 - Kto kupi szczęście / Tak zbierałam świat[8]
- Muza S732 - Idę przez świat / Oddam wszystko co mam[9]

Pocztówki dźwiękowe:
- Tonpress R0701 - Tyle było słów (z Jadwigą Strzelecką, oraz Krystyną Prońko)[10]
- Tonpress R0720 - Oddam wszystko co mam (z Jackiem Lechem)[11]
- Tonpress R0660-II - Idę przez świat / Tak zbierałam świat[12]